# Pomorie
Pomorie (în bulgară Поморие) este un oraș în comuna Pomorie, Regiunea Burgas, Bulgaria.
Este o localitate cu origini în Grecia Antică. Încă din secolul al IV-lea, existau băi de nămol extras din lacul din apropiere, pentru tratarea reumatismelor. În timpul Imperiului Roman de Răsărit localitatea se numea Anchialos (în greacă Αγχίαλος).

## Demografie
Componența etnică a orașului Pomorie
     Turci (13,5%)
     Bulgari (79,39%)
     Nicio identificare (6,47%)
     Altele (0,92%)
La recensământul din 2011, populația orașului Pomorie era de 13.579 locuitori. Din punct de vedere etnic, majoritatea locuitorilor (79,39%) erau bulgari, cu o minoritate de turci (13,5%). Pentru 6,47% din locuitori nu este cunoscută apartenența etnică.